# Regeringsformatie België 1949
Na de verkiezingen voor het Belgisch Parlement op 26 juni 1949 ging de formatie van een nieuwe Belgische regering van start. De formatie duurde 47 dagen en leidde tot de vorming van de regering-G. Eyskens I.

## Verloop van de formatie

### Aanloop naar de formatie
Op 26 juni 1949 vonden parlementsverkiezingen plaats, waarbij voor het eerst algemeen stemrecht voor vrouwen gold. De verkiezingscampagne draaide hoofdzakelijk rond de Koningskwestie, de vraag of koning Leopold III na zijn omstreden houding tijdens de Tweede Wereldoorlog mocht terugkeren naar België, en in mindere mate rond het financieel beleid van de regering-Spaak IV, bestaande uit de christendemocratische CVP-PSC en de socialistische BSP-PSB. De CVP-PSC, de enige partij die gewonnen was voor een terugkeer van de koning, boekte een procent winst en verwierf in de Senaat een absolute meerderheid. In de Kamer behaalde ze twee zetels te weinig voor een absolute meerderheid. De socialistische BSP-PSB verloor drie procent en behaalde nog iets minder dan dertig procent van de stemmen. De communistische partij KPB-PCB verloor bijna de helft van haar stemmenaantal in  1946, behaalde nog 7,5 procent van de stemmen en was de grote verliezer van de verkiezingen. De Liberale Partij was de grootste winnaar van de verkiezingen en steeg van bijna 9 naar 15 procent.
De dag na de verkiezingen ging premier Paul-Henri Spaak (PSB) het ontslag van de regering aanbieden aan prins-regent Karel. Deze stemde daarmee in en belastte de regering-Spaak IV met de afhandeling van de lopende zaken. Dezelfde dag startte de prins-regent de consultaties op met het oog op de regeringsvorming en ontving hij Senaatsvoorzitter Henri Rolin, Kamervoorzitter Frans Van Cauwelaert en partijvoorzitters August de Schryver (CVP-PSC), Roger Motz (LP), Max Buset (BSP-PSB) en Julien Lahaut (KPB-PCB). Op 28 juni kwamen minister van Financiën en voormalig premier Gaston Eyskens (CVP) en ministers van Staat Octave Dierckx, Robert Gillon, Albert Devèze (allen LP), Henri Carton de Wiart (PSC) en Hendrik Heyman (CVP), minister van Economische Zaken Jean Duvieusart (PSC) en minister van Verkeerswezen en gewezen eerste minister Achiel Van Acker (BSP) op audiëntie.

### Formateur Paul van Zeeland (28 juni - 5 juli 1949)

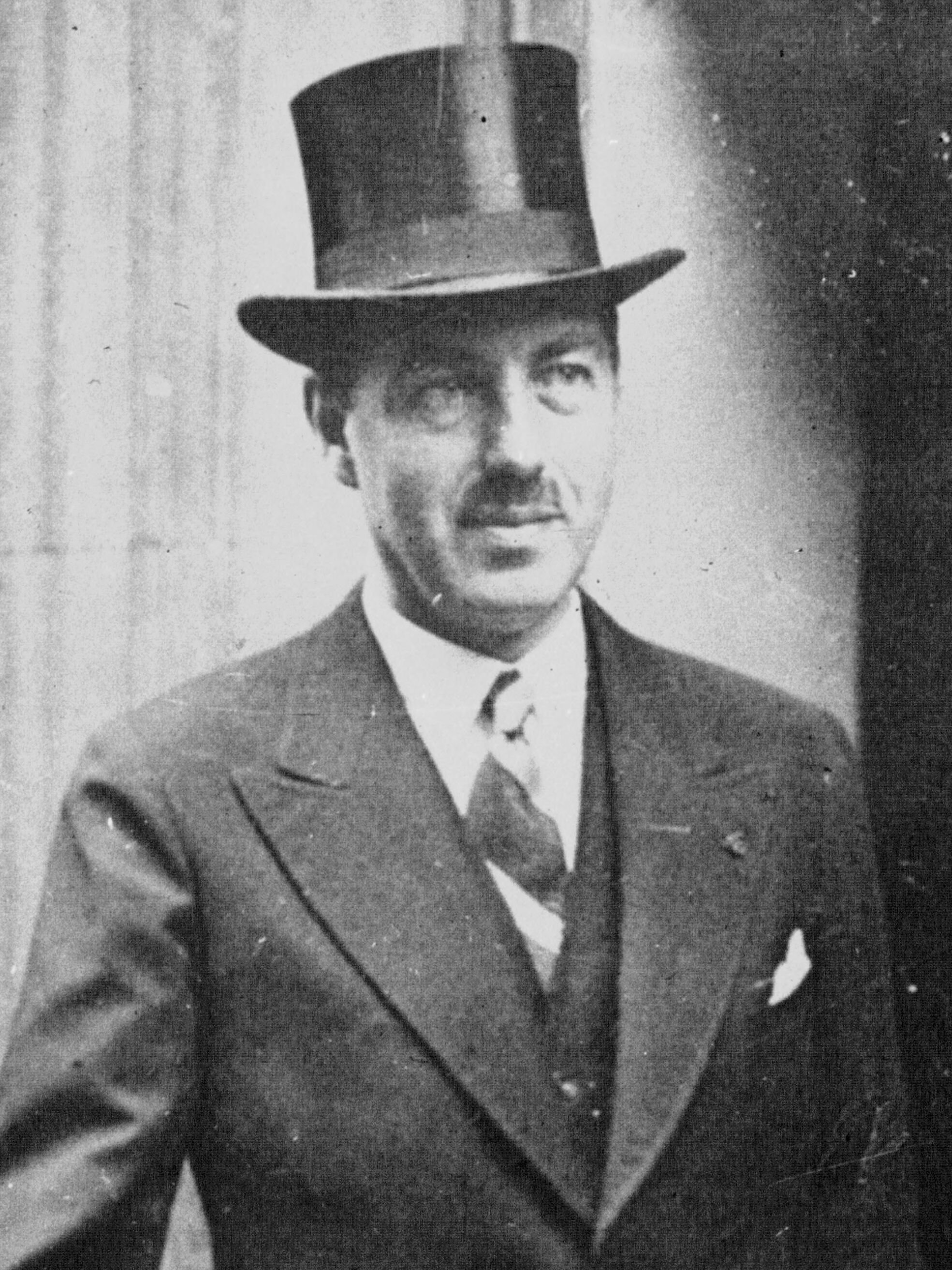
Paul van Zeeland.

Op 28 juni benoemde prins-regent Karel gewezen eerste minister Paul van Zeeland (PSC) tot formateur. Van Zeeland startte de dag nadien een consultatieronde om op basis van het kiesprogramma van de CVP-PSC te bespreken wat voor regeringsprogramma kon worden doorgevoerd. Enkele dagen later, op 1 juli, legde van Zeeland aan de socialisten en liberalen concrete voorstellen voor over het regeringsprogramma, waarin de oplossing van de Koningskwestie voorrang kreeg, en de samenstelling van de regering. Hieruit bleek dat het van Zeelands doel was om een drieledige regering te vormen die Leopold III zo snel mogelijk moest laten terugkeren naar België. Voorts was er in de voorstellen van van Zeeland sprake van een bestrijding van de werkloosheid, de voortzetting van de uitbouw van de verzorgingsstaat, een vermindering van de belastingen en de oprichting van een commissie die een oplossing moest vinden voor de onderwijskwestie. Dezelfde dag nog verwierp het partijbureau van de  socialisten de voorstellen van van Zeeland, de volgende dag deden de liberalen hetzelfde. CVP-PSC behield het vertrouwen in de formateur en bleef van mening dat de Koningskwestie zo snel mogelijk moest worden opgelost.
Op 4 juli bracht van Zeeland verslag uit bij de prins-regent. Die vatte raadplegingen aan om verdere inlichtingen in te winnen over de houding van de verschillende partijen. De volgende dag gaf de prins-regent van Zeeland de opdracht om zijn taken als formateur voort te zetten. Vervolgens ontving hij vertegenwoordigers van de Liberale Partij om hun opmerkingen in verband met zijn financieel, sociaal en economisch voorstellen te bespreken, maar de partij besliste om geen onderhandelingen meer te voeren over het programma van van Zeeland. Dezelfde dag nog werd de formateur van zijn opdracht ontlast.

### Informateur Frans Van Cauwelaert (6 juli - 22 juli 1949)

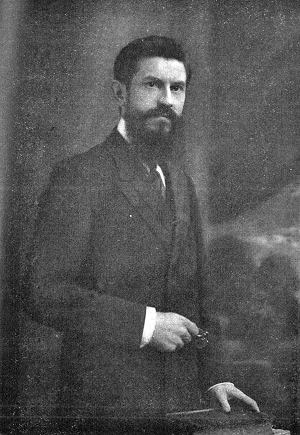
Frans Van Cauwelaert.

Op 6 juli 1949 werd Kamervoorzitter Frans Van Cauwelaert (CVP) door de prins-regent aangesteld tot informateur. Het was Van Cauwelaerts bedoeling om het werk van van Zeeland voort te zetten. Hij vatte zijn opdracht aan met raadplegingen om de politieke toestand te onderzoeken en te kijken op welke basis een regering kon worden gevormd.
Na een week consultaties te hebben gevoerd legde Van Cauwelaert zijn voorstellen over een regeringsprogramma voor, op 13 juli aan de socialisten en op 14 juli aan de liberalen. Van Cauwelaert stelde onder andere voor om een referendum te organiseren waarin de Belgen zich konden uitspreken over de terugkeer van de koning. Op 15 juli oordeelde het partijbureau van de socialisten dat de voorwaarden waaronder Van Cauwelaert dergelijk referendum wilde laten plaatsvinden, niet aanvaardbaar waren. Op 17 juli verwierpen ook de liberalen de voorstellen van Van Cauwelaert, maar ze waren wel bereid om voort te onderhandelen over een regering die de aanpak van de financiële en economische problemen voorrang gaf op de Koningskwestie. Omdat het antwoord van de liberalen constructiever was dan dat van de socialisten besliste Van Cauwelaert op 18 juli om voort te onderhandelen met de liberalen alleen. Op 20 juli diende een delegatie van de Liberale Partij een nota met tegenvoorstellen in bij de informateur, waarbij in verband met de Koningskwestie werd voorgesteld om een oplossing te vinden in het kader van een drieledige regering. Op basis van die nota legde Van Cauwelaert nieuwe voorstellen voor aan de liberalen en socialisten. Van Cauwelaert beschouwde zijn opdracht hiermee ten einde en werd op 22 juli van zijn informatieopdracht ontheven.

### Formateur Gaston Eyskens (23 juli - 11 augustus 1949)

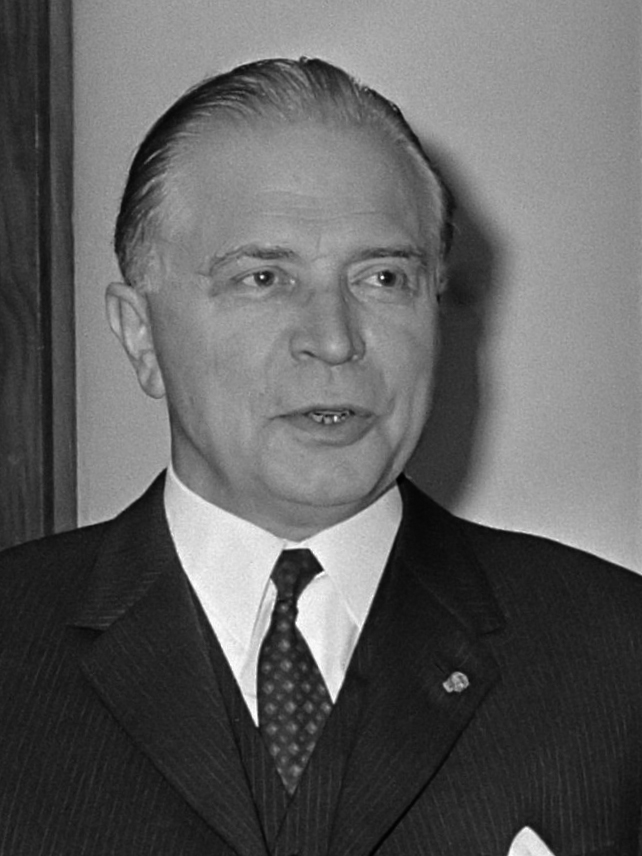
Gaston Eyskens.

Dezelfde dag nog werd minister van Financiën Gaston Eyskens (CVP) door prins-regent Karel aangezocht om een regering te vormen. Eyskens vroeg 24 uur bedenktijd om overleg te plegen met de leiding van CVP-PSC en aanvaardde daarna op 23 juli zijn opdracht als formateur. De volgende dagen voerde Eyskens raadplegingen met de christendemocraten, liberalen en socialisten om de politieke vraagstukken grondig te bespreken, met name de Koningskwestie, de onderwijskwestie, de financiële en economische politiek, de aanpak van de werkloosheid en het sociaal beleid. Op 26 juli onderhandelde Eyskens met delegaties van de liberalen en de socialisten over zijn voorstellen over het sociaal, financieel en economisch beleid van de nieuwe regering. De liberalen waren vertegenwoordigd door voorzitter Roger Motz, fractieleiders Octave Dierckx (Senaat) en Léon Mundeleer (Kamer), ondervoorzitters Victor Sabbe en Maurice Destenay en minister van Staat Albert Devèze, de socialistische delegatie bestond uit voorzitter Max Buset, ondervoorzitter Edward Anseele jr., ontslagnemend premier Paul-Henri Spaak, gewezen premier Achiel Van Acker en minister Paul De Groote. De volgende dag bracht de formateur de drie traditionele partijen samen om de Koningskwestie nader te bespreken. Bij die vergadering werden de christendemocraten vertegenwoordigd door minister Jean Duvieusart, vleugelvoorzitters Paul-Willem Segers (CVP) en Augustin Roberti (PSC) en fractievoorzitters Albert de Vleeschauwer (Kamer) en Paul Struye (Senaat). 
De liberalen en socialisten gaven aan bereid te zijn om een referendum over de Koningskwestie te laten plaatsvinden, op voorwaarde dat koning Leopold III tegenover een delegatie van de drie traditionele partijen aangaf wat hij bedoelde met de grote of onweerlegbare meerderheid waarop hij rekende om naar het land terug te kunnen komen. Op basis daarvan zou een quorum vastgelegd worden: het percentage dat het pro- of het anti-Leopoldistische kamp moest halen om hun standpunt door te drukken. De CVP-PSC wilde daar niet van weten, waardoor de onderhandelingen vast kwamen te zitten. De volgende dagen hield Eyskens verdere besprekingen over de Koningskwestie. Hieruit bleek dat de traditionele partijen het wel eens waren over een volksraadpleging, maar niet over hoe die eruit moest zien. Nadat de besprekingen daarover weinig hadden opgeleverd, vertrok een socialistische delegatie bestaande uit voormalig premier Achiel Van Acker, minister Joseph Merlot en Kamerlid Antoon Spinoy op 30 juli naar de residentie van Leopold III in Pregny om zijn mening over de volksraadpleging te horen. Op 1 augustus ontving Leopold III de socialistische delegatie, waarna hij aangaf dat hij ook een liberale en christendemocratische delegatie wenste te ontvangen. De volgende dag vertrokken deze twee delegaties naar Pregny: CVP-PSC stuurde voorzitter August De Schryver, vleugelvoorzitters Paul-Willem Segers en Augustin Roberti, gewezen eerste minister Paul van Zeeland en fractievoorzitters Albert de Vleeschauwer en Paul Struye, de liberalen waren vertegenwoordigd door voorzitter Roger Motz, minister van Staat Albert Devèze, fractievoorzitters Octave Dierckx en Léon Mundeleer, Kamerlid Jean Rey en senator Albert Lilar. Nadat de koning de christendemocratische en liberale delegaties had ontvangen, keerden zij op 3 augustus terug naar België.
Op 5 augustus liet de koning een communiqué uitsturen waarin hij zijn besluiten uit de besprekingen met de partijdelegaties opnam. Hij verklaarde dat hij bereid was om in te stemmen met een volksraadpleging als het parlement dat nodig vond, maar wenste zich niet uit te spreken over een vooraf vastgelegd quorum, aangezien dat de volksraadpleging een beslissende betekenis zou toekennen, wat de bevoegdheden van het parlement dreigde te beperken. Leopold III wenste ook de uitkomst van de volksraadpleging af te wachten vooraleer een beslissing te nemen over de hervatting van zijn grondwettelijke bevoegdheden. Dezelfde dag nog riep formateur Eyskens de traditionele partijen samen om de boodschap van de koning te bespreken en een beslissing te nemen over de regeringsformule. Omdat de liberalen en socialisten bleven vasthouden aan de instelling van een quorum en er daardoor geen oplossing werd gevonden, stelde Eyskens op 6 augustus voor dat het parlement zich over de volksraadpleging zou uitspreken en in afwachting daarvan zo snel mogelijk een regeringsprogramma uit te werken. De socialisten beslisten daarop om de onderhandelingen met de christendemocraten en de liberalen te verbreken, omdat het volgens de partij onmogelijk was om een regering te vormen zonder overeenstemming over de Koningskwestie. Op 8 augustus gaven de liberalen aan dat ze bereid waren om met de christendemocraten een regering te vormen, op voorwaarde dat eerst nogmaals geprobeerd werd om een drieledige regering te vormen en dat binnen de regering een overeenkomst werd gevonden over de Koningskwestie. Indien dat laatste niet mogelijk bleek, zouden de liberale ministers ontslag nemen uit de regering.
Nadat de socialisten op 9 augustus opnieuw weigerden om verder te onderhandelen zonder voorafgaande oplossing over de Koningskwestie, nodigde formateur Eyskens de liberale onderhandelaars Roger Motz, Albert Devèze en Victor Sabbe uit om de laatste hand te leggen aan het regeringsprogramma. De volgende dag gingen de partijleiding van CVP-PSC en die van de Liberale Partij akkoord met regeringsdeelname, waarna dezelfde avond nog een akkoord werd bereikt over de samenstelling van de regering. Op 11 augustus legden de 17 ministers van de regering-G. Eyskens I de eed af in handen van de prins-regent. Op 16 augustus lazen premier Gaston Eyskens in de Kamer en minister Albert Devèze  in de Senaat de regeerverklaring voor. Een dag later gaf de Kamer haar vertrouwen aan de regering, op 18 augustus gevolgd door de Senaat.

## Volksraadpleging voor de terugkeer van koning Leopold III
Op 18 oktober 1949 bereikten koning Leopold III en de regering-G. Eyskens I een overeenkomst over de modaliteiten omtrent het referendum over de Koningskwestie. Het referendum zou een puur raadgevend karakter hebben en dus niet-bindend zijn, de opneming van de stemmen zou per arrondissement gebeuren om een beter zicht te krijgen over de Leopoldistische gezindheid in het land en er werd geen officieel quorum ingesteld. Wel gaf de koning aan dat hij zijn grondwettelijke bevoegdheden enkel opnieuw zou opnemen als minstens 55 procent van de kiezers voor zijn terugkeer stemde. Enkele maanden later, op 12 maart 1950, vond het referendum plaats. 57,67 procent van de Belgen was voor de terugkeer van de koning, maar er waren grote regionale verschillen. In Vlaanderen stemde maar liefst 72 procent voor de terugkeer van de koning, in Brussel was slechts 48 procent voor en in Wallonië stemde 58 procent van de kiezers tegen de terugkeer van de koning.
De regering-G. Eyskens I bereikte geen overeenkomst over wat ze moest aanvangen met de resultaten van het referendum. Omdat aan de voorwaarde van 55 procent was voldaan, wilden de christendemocraten de koning zijn grondwettelijke bevoegdheden opnieuw laten opnemen en het regentschap van prins Karel opheffen, maar de liberalen en ook de socialistische oppositie wilden daar niet mee instemmen omdat de meerderheid van de kiezers in Wallonië en Brussel tegen de terugkeer van de koning hadden gestemd en drongen aan op de troonsafstand van Leopold III. Nadat de liberale ministers, op Albert Lilar en Adolphe Van Glabbeke na, dreigden ontslag te nemen als de koning opnieuw op de troon zou komen, bood Eyskens op 18 maart 1950 het ontslag van zijn regering aan.

## Mislukte formatie na de val van de regering-G. Eyskens I
Prins-regent Karel aanvaardde het ontslag van de regering en belastte ze met de afhandeling van de lopende zaken. Dezelfde dag nog hield de prins-regent raadplegingen en ontving hij Kamervoorzitter Frans Van Cauwelaert, Senaatsvoorzitter Robert Gillon, partijvoorzitters François-Xavier van der Straten-Waillet (CVP-PSC), Max Buset (BSP-PSB) en Roger Motz (LP) en ministers Henri Carton de Wiart (PSC) en Albert Devèze (LP).

### Informateur Gaston Eyskens (19 maart - 22 maart 1950)
De volgende dag werd ontslagnemend premier Gaston Eyskens (CVP) benoemd tot informateur, om een oplossing te vinden voor de politieke crisis. Hiertoe voerde hij vanaf 20 maart raadplegingen met figuren uit de politieke en financieel-economische wereld. Omdat de liberalen en christendemocraten bij hun standpunt bleven en een overeenkomst nog steeds onmogelijk bleek, diende Eyskens op 22 maart 1950 zijn ontslag in als informateur.

### Informateur Henri Carton de Wiart (22 maart - 24 maart 1950)

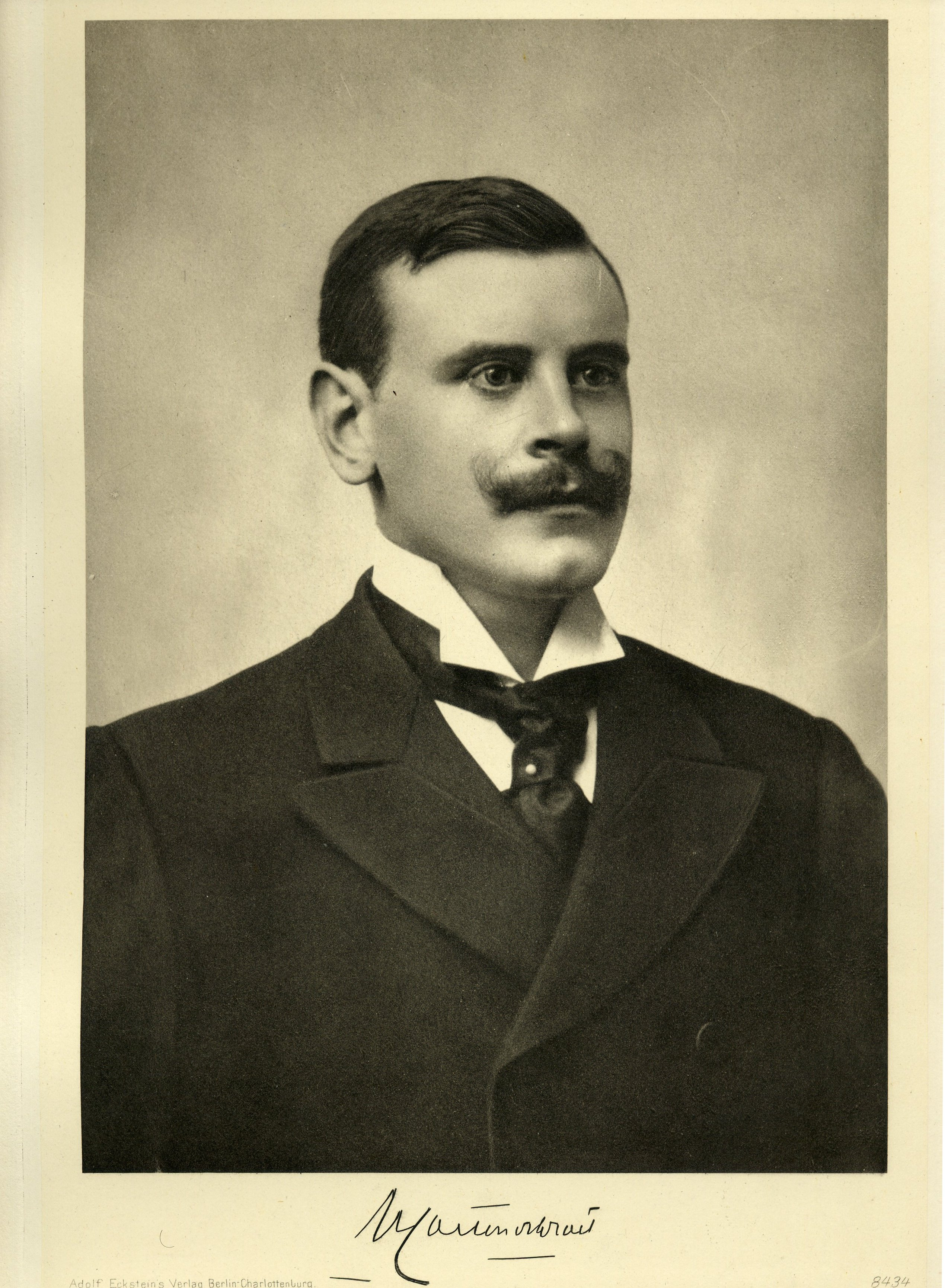
Henri Carton de Wiart.

Dezelfde dag nog werd de 81-jarige Henri Carton de Wiart (PSC), uittredend minister van Economische Coördinatie en Nationale Wederuitrusting, voormalig eerste minister en minister van Staat, belast met de opdracht van informateur. Carton de Wiart besloot om een Kroonraad samengesteld uit de ministers van Staat samen te roepen, in een poging een oplossing te vinden voor de Koningskwestie. Deze Kroonraad vond plaats op 23 maart, maar legde geen basis voor overeenkomst. Ook zijn besprekingen met liberale politici brachten een oplossing niet dichterbij, waardoor een hernieuwde rooms-blauwe regering niet meer waarschijnlijk werd geacht. Als gevolg hiervan beëindigde graaf Carton de Wiart op 24 maart 1950 zijn informatieopdracht.

### Formateur Albert Devèze (25 maart - 4 april 1950)
Op 25 maart werd de liberale minister van Landsverdediging Albert Devèze door prins-regent Karel aangezocht om een regering te vormen. Hij aanvaardde de opdracht en liet verstaan dat hij de Koningskwestie wenste op te lossen door de koning troonsafstand te laten doen ten voordele van zijn zoon Boudewijn, wat volgens hem de beste kans op nationale verzoening was. Indien de CVP-PSC niet met zijn plannen zou instemmen, wat eigenlijk vaststond, wilde Devèze een liberaal-socialistische minderheidsregering vormen, die nieuwe verkiezingen zou voorbereiden, met als inzet de interpretatie van het referendum omtrent de Koningskwestie. De CVP-PSC bleef inderdaad vasthouden aan een onvoorwaardelijke terugkeer van de koning, terwijl de socialisten en Vlaamse liberalen niet wilden weten van een paarse minderheidsregering. Niettemin zette Devèze zijn opdracht verder  en voerde hij van 28 tot 30 maart consultaties met figuren uit financiële, economische en sociale kringen. In een laatste poging om een oplossing te vinden, trok Devèze op 3 april naar de residentie van koning Leopold III in Pregny om hem op de hoogte te brengen van de oplossing die hij voor ogen had. De koning bleef echter bij zijn eerdere standpunt dat het parlement moest beslissen of hij al dan niet zijn grondwettelijke bevoegdheden opnieuw mocht opnemen. Hierdoor was Devèzes formateursopdracht definitief mislukt en werd hij de volgende dag door prins-regent Karel van zijn opdracht ontheven.

### Formateur Paul van Zeeland (5 april - 29 april 1950)
Op 5 april 1950 werd minister van Buitenlandse Zaken Paul van Zeeland (PSC) belast met de opdracht van formateur. Hij wilde zo snel mogelijk een regering vormen die werk zou maken van de terugkeer van de koning en het vertrouwen zou genieten van Kamer en Senaat, waarbij zijn voorkeur naar een vernieuwde rooms-blauwe regering ging, en startte meteen consultaties op met christendemocratische en liberale politici. Op 7 april sprak het partijcongres van de liberalen zich uit over het voorstel van van Zeeland, maar de partij bleef vasthouden aan haar weigering om de koning onvoorwaardelijk te laten terugkeren naar België. Vervolgens besloot van Zeeland een poging te doen om een homogene CVP-PSC-regering te vormen, waar enkele liberaal of socialistisch gezinde extraparlementairen deel van zouden uitmaken.
Uiteindelijk werd beslist om dergelijke regering niet te vormen, omdat Jacques Pirenne, de secretaris van Leopold III, met de socialisten en liberalen besprekingen was begonnen om een oplossing te vinden voor de Koningskwestie. Hierbij werd in overweging genomen dat koning Leopold III na de opheffing van het regentschap van prins Karel zijn grondwettelijke bevoegdheden tijdelijk zou overdragen aan kroonprins Boudewijn, waarna een vernieuwde rooms-blauwe regering over het uiteindelijke lot van het koningschap van Leopold III zou beslissen. Op 16 april liet Leopold III in een radioboodschap weten dat hij openstond voor deze optie, op voorwaarde dat het parlement ermee instemde. Enkele dagen later, op 20 april, startte formateur van Zeeland met de christendemocraten, socialisten en liberalen besprekingen over een eventuele tijdelijke machtsoverdracht. De liberalen werden vertegenwoordigd door voorzitter Roger Motz, fractieleiders Emile Coulonvaux (Senaat) en René Lefebvre (Kamer) en senator Julius Hoste, de socialisten stuurden voorzitter Max Buset, ondervoorzitter Edward Anseele jr. en voormalig eerste minister Paul-Henri Spaak en voor CVP-PSC namen voorzitter François-Xavier van der Straten-Waillet, ondervoorzitter Gilbert Mullie, ministers Jean Duvieusart en Paul-Willem Segers en Kamerfractieleider Pierre Harmel deel aan de besprekingen. Een dag later bereikten de drie partijen in grote lijnen een akkoord over een tijdelijke machtsoverdracht, maar werd nog geen overeenkomst bereikt over de vraag of de koning tijdens de tijdelijke machtsoverdracht in België mocht blijven. De christendemocraten waren hiervoor gewonnen, de liberalen en socialisten niet. De volgende dagen werd hier verder over vergaderd
Op 24 april 1950 reisde van Zeeland naar Pregny om de mening van de koning over deze kwestie te horen. Leopold III vond dat zijn instemming met een tijdelijke machtsoverdracht voldoende moest zijn om een nationale verzoening tot stand te brengen en dat het daardoor niet noodzakelijk was om het land tijdens deze machtsoverdracht te verlaten. CVP-PSC beschouwde de besprekingen met de liberalen en de socialisten hiermee ten einde, waarna deze partijen zich dienden uit te spreken over de oplossing voor de Koningskwestie. Op 26 april beslisten de socialisten dat ze niet konden instemmen met het drieledige akkoord over de tijdelijke machtsoverdracht als Leopold III aanwezig was in België. Dezelfde dag stemde het liberale partijbureau in met het akkoord, maar een liberaal partijcongres moest een definitieve beslissing vellen alvorens de partij een regering zou vormen met de christendemocraten.  Het liberale partijcongres verklaarde het eens te zijn met het akkoord, maar wilde dat het in samenwerking met de socialisten werd uitgevoerd. Hierdoor zou het akkoord heronderhandeld moeten worden, waar de christendemocraten niet van wilden weten. Ze eisten dat de liberalen zouden beslissen of ze in een hernieuwde rooms-blauwe regering wilden stappen, waarvan minister van Economische Zaken Jean Duvieusart de premier zou worden en die het akkoord over de tijdelijke machtsoverdracht zou doorvoeren. In de nacht van 28 op 29 april 1950 vergaderden de liberale en christendemocratische ministers over deze eis, waarbij de liberale ministers geen overeenstemming bereikten over deelname aan een rooms-blauwe regering-Duvieusart. Nadat de Kamerfractie van CVP-PSC zich uitsprak tegen de vorming van een homogene christendemocratische regering en de opdracht van van Zeeland daarmee definitief was mislukt, werd hij op 29 april ontheven van zijn opdracht als formateur. Dezelfde dag nog liet de prins-regent het parlement ontbinden, waarna op 4 juni 1950 nieuwe verkiezingen plaatsvonden.
1919 · 1920 · 1921 · 1923 · 1924 · 1925 · 1926 · 1927 · 1929 · 1931 · mei 1932 · okt. 1932 · dec. 1932 · jun. 1934 · nov. 1934 · 1935 · 1936 · 1937 · 1938 ·  feb. 1939 · apr. 1939 · 1940 · 1944 · 1945 · feb-mrt 1946 · jul-aug 1946 · 1947 · 1948 · 1949 · jun 1950 · aug 1950 · 1952 · 1954 · jun. 1958 · nov. 1958 · 1961 · 1965 · 1966 · 1968 · 1971/72  · 1972/73 · 1974 · 1977 · 1978 · 1978/79 · apr.-mei 1980 · okt. 1980 · apr. 1981 · nov.-dec. 1981 · 1985 · oktober 1987 · 1987/88 · 1991/92 · 1995 · 1999 · 2003 · 2007 · 2008 · 2010/11 · 2014 · 2019/20 · 2024/25